# Myrmecodillo hypselos
Myrmecodillo hypselos är en kräftdjursart som först beskrevs av Barnard 1932.  Myrmecodillo hypselos ingår i släktet Myrmecodillo och familjen Armadillidae. Inga underarter finns listade i Catalogue of Life.